# メディアンド
株式会社メディアンド（英名：MEDIAND INC.、MEDiAND）は、映画及びテレビドラマを制作するプロダクションである。2006年6月12日設立。

## 沿革
代表の岩淵は1986年からレーシングチーム運営及びレーシングカードライバーとして勤務。1991年からＪＲ東日本自動車販売でVOLVOの営業として勤務(8年連続トップセールス）。退社後、津軽三味線の吉田兄弟のマネージャーとしてKRKに勤務。その後、芸能事務所のユマニテで椎名桔平の専属マネージャーとして勤務。2006年株式会社メディアンドを設立、主に映画・ドラマ企画制作を行なっている。初プロデュース映画の深川栄洋監督 西島秀俊主演「真木栗ノ穴」が2007年東京国際映画祭「ある視点部門」に出品し高評価を得た。また、アソシエイトプロデューサとして参加した辻仁成監督作品アントニオ猪木主演「ACACIA」が2009年東京国際映画祭コンペディション部門に選ばれ、プロデューサー作品として2016年3月に公開された映画「桜ノ雨」が2015年東京国際映画祭「パノラマ部門に招待され高い評価を得た。 その後、舞台「人狼ゲーム」、映画「人狼ゲーム」シリーズ化し若手女優の登竜門の人気コンテンツに育て、2018年の1月期「人狼ゲーム ロストエデン」の連続ドラマが放送され高い評価を得ている。 また、2020年1月クールの連続ドラマ 市原隼人主演「おいしい給食」が話題作になっている。

## 所属スタッフ
- 代表取締役 岩淵規・プロデユーサー 1964年宮城県生まれ。
- 取締役 = 谷脇浩一
- 取締役 = 大野嘉彦（税理士）
- 監査役 = 北岡修一（税理士）

## 主な作品

### 2006年
- ミランカWEBドラマ【リアルシスター】キャスティング
- 株式会社ジェイアール東日本スポーツの【ジェクサー】モデルのキャスティング
- 台湾TV【再現ドラマ】制作
- BayFM【ビタミンM 坂本真綾】携帯ラジオ制作
- 映画【放郷物語】飯塚健監督 携帯サイト制作
- 映画【雪に願うこと】根岸吉太郎監督 携帯サイト制作
- 舞台【RENT】携帯サイト制作

### 2007年
- 魔法のiらんど【M-Fan】編集･DoCoMo、AU、SoftBank用にサイト制作・ｴﾝｺｰﾄﾞ
- 映画【舞妓Haaaan!!】水田伸生監督　キャスティング補
- BANDAI【Kirakirajapan】モバイルサイト制作
- 【中西圭三】オフィシャル携帯サイト制作
- 映画【真木栗ノ穴】深川栄洋監督　企画･制作プロデュサー
- 映画【252 生存者あり】水田伸生監督　キャスティング
- フジテレビ カスペ【お客様は王様かよ!?】キャスティング

### 2008年
- 魔法のiらんどTV【teddybare】 編集･DoCoMo、AU用にｴﾝｺｰﾄﾞ
- 魔法のiらんどTV【泣き顔にKISS】編集･DoCoMo、AU用にｴﾝｺｰﾄﾞ
- 魔法のiらんどTV【幼なじみ】企画･制作･編集･DoCoMo、AU用にｴﾝｺｰﾄﾞ
- 魔法のiらんどTV【恋愛約束】企画･制作･編集･DoCoMo、AU用にｴﾝｺｰﾄﾞ
- 魔法のiらんどTV【Six Days】企画･制作･編集･DoCoMo、AU用にｴﾝｺｰﾄﾞ
- 森光子【放浪記】2000回公演達成記念　スーパー・トークライブ　運営
- CX カスペ【お客様は王様かよ!?】再現ドラマのキャスティング
- 魔法のiらんどTV・TBS【恋空】編集･DoCoMo、AU用にｴﾝｺｰﾄﾞ
- 【Re：涙雨､】池田千尋監督 技術プロデュサー 編集･DoCoMo、AU用にｴﾝｺｰﾄﾞ
- 【呪われた学校】白石和彌監督 、谷洋平監督 技術プロデュサー 編集･DoCoMo、AU用にｴﾝｺｰﾄﾞ
- CX カスペ【お客様は王様かよ!?】再現ドラマのキャスティング
- 劇団【ONEOR8】携帯サイト制作
- 芸能事務所【BESIDE】携帯サイト制作
- 劇団【猫のホテル】携帯サイト制作
- Sony Music ドラマ！ DOR＠MO 【I Love You】呉美保監督/協力･技術プロデュサー
- 魔法のiらんどTV・BSi【ポッキーフォーシスターズ】編集･DoCoMo、AU用にエンコード
- 映画【なくもんか】水田伸生監督 キャスティング補

### 2009年
- 魔法のiらんどTV【デビューしちゃった】葉山陽一郎監督/編集･DoCoMo、AU用にエンコード
- 魔法のiらんどTV【イケない課外授業】藤井清美監督 編集･DoCoMo、AU用にエンコード
- 【ワーナー　エンターテイメント　ジャパン株式会社】ワーナー・ブラザース・テレビジョン用携帯サイトエンコードテスト
- 【大塚製薬【ポカリスエット ブカツの天使】携帯用動画編集】
- 【白百合兄弟のハンサムな食卓】深川栄洋監督 竹書房DVD企画 ・制作・プロデューサー
- 【8ミリメートル】岩田ユキ監督  SONY Music ドラマ DOR＠MO　携帯＆PC用エンコード
- 【ラヴ・ノーツ 十二の果実。】園田俊郎監督 SONY Music ドラマ DOR＠MO　携帯＆PC用エンコード
- 魔法のiらんどTV【最恐ダーリン】三島有紀子監督 編集･DoCoMo、AU用にｴﾝｺｰﾄﾞ　協力・技術プロデューサー

### 2010年
- 【アザミ嬢のララバイ】MBS深夜ドラマ 監督：犬童一心、手塚眞、麻生学、三島有紀子、宮武由衣、登坂琢磨 プロデューサー・キャスティング
- 【激恋】一色隆司監督 NHK総合テレビ 2010年4月9日からOA　魔法のiらんどTV　携帯用エンコード編集
- 【ACACIA】映画企画 辻仁成監督　アソシエイトプロデューサー 2009年東京国際映画祭コンペディッション作品
- 【旭川医科大学「4U 人口股関節」】企業PV制作
- 【JAPAN ANIME LIVE「ONE PIECE（ワンピース）」】深川栄洋監督 PV制作
- 【恋の正しい方法は本にも設計図にも載ってない】篠原哲雄監督
- 【ヒカリ、その先へ】江原慎太郎監督 SONY Music ドラマ DOR＠MO携帯＆PC用エンコード
- 【お客様は王様かよ!?】フジテレビ再現ドラマのキャスティング

### 2011年
- 【PARIS TOKYO PAYSAGE】映画企画 辻仁成監督　制作・プロデューサー
- 【管制塔】三木孝浩監督 SONY Music ドラマ DOR＠MO携帯＆PC用用エンコードﾞ
- 【JAZZ爺MEN】埼玉県本庄市ご当地映画　宮武由衣監督　プロデューサー・キャスティング
- 【アサシン】映画企画 小原剛監督 新堂冬樹原作　制作・プロデューサー
- 【僕らのパレード】映画企画 深川栄洋監督　制作・プロデューサー
- 【ライフパスファインダー】新国立劇場 演出：松高タケシ 主催・プロデューサー
- 【美人税】スタジオモモンガ  制作
- 【メガネをかけてマスクをすると、いつも曇る】映画企画　山口智監督 制作・プロデューサー
- 【ファンキーモンキーベイビーズ「LOVE SONG」】Video Clip 犬童一心監督 脚本
- 【恋する私のベーカリー】LaLaTV LISMOドラマ　佐々木詳太監督　制作協力

### 2012年
- 【Re:dream】 BeeTV企画　深川栄洋監督 　制作・プロデューサー
- 【SONY ポータブルDVDプレーヤー】店頭用CMビデオ 制作
- 【君は僕だ】VP企画 前田敦子シングル特典映像　犬童一心監督
- 【Android向け動画 RE;Mind】豊島圭介監督 SONY Xperia™世界コンテンツ用エンコード 英語・日本語・韓国語・スペイン語・フランス語・ドイツ語
- 【そして世界は全て変わる】 WEB企画 ミュードラ 蔵方政俊監督 制作・企画・プロデューサー
- 【FSMミュージカル『真冬のひまわり』】舞台企画 キャナルシティ劇場
- 【フジミ姫 ～あるゾンビ少女の災難～】映画企画 菱沼康介監督　脚本小林弘利 制作
- 【ライブプレイングシアター 人狼】舞台企画 シアターグリーン　演出：まつだ壱岱

### 2013年
- 【嶋田ちあきの美人化計画】TV企画 女性チャンネルLaLaTV
- 【まなびCafé】WEB企画オールアバウト×LaLaTVコラボ企画
- 【ライブプレイングシアター 人狼】舞台企画 サンモールスタジオ／吉祥寺シアター
- 【AKBcafé】店内用 動画制作
- 【放課後ロスト】オムニバス映画企画 大九明子監督、天野千尋監督、名倉愛監督 制作・プロデューサー

### 2014年
- 【アトム】企業VP　制作･ラインプロデューサー
- 居酒家 かまどか ショートムービー『手間の味』】大九明子監督 制作・ラインプロデューサー
- 【Sysmex｜シスメックス株式会社『ASTRIM』】企業VP 制作・ラインプロデューサー
- 【喰う寝るふたり 住むふたり】NHK BSプレミアム 宮武由衣監督 小西真奈美・金子ノブアキ主演 ドラマ プロデューサー・キャスティング
- 【居酒家 かまどか ショートムービー ２【うまいもの好きどうし】大九明子監督　制作・ラインプロデューサー
- 中国 LINEドラマ【幸せのプラン】制作・プロデューサー
- 【Sysmex｜シスメックス株式会社　『AIRIDEAL』】企業VP
- 【フジッコ】 ヨガ＆カスピ海ヨーグルト イベント
- 【土佐の一本釣り】映画企画　蔵方政俊監督　制作 プロデューサー・ラインプロデューサー

### 2015年
- 【色はヒカリ】 熊谷まどか監督 短編映画 制作 プロデューサー
- 【ゆらい、ほしぼし、笑うまで】 勝又悠監督 短編映画 　制作 プロデューサー
- 【青鬼 Ver.2.0】前川英章監督　映画企画  制作協力 プロデューサー
- 【桜ノ雨】ウエダアツシ監督　映画企画  制作協力 プロデューサー　2015年東京国際映画祭出品作
- 【風のたより】向井宗敏監督  制作協力 プロデューサー2015年12月12日公開
- 【人狼ゲーム クレイジー フォックス】綾部真弥監督　制作 プロデューサー　2015年12月公開

### 2016年
- 【白鳥麗子でございます!!】2016年1月から連続ドラマ放送　久万真路監督、松岡達矢監督、水波圭太監督 制作協力
- 【白鳥麗子でございます! THE MOVIE】久万真路監督、松岡達矢監督、水波圭太監督 制作協力 2016年6月映画版公開
- 【人狼ゲームPRISON BREAK】綾部真弥監督 制作 プロデューサー 2016年7月公開
- 【シンデレゲーム】加納隼監督 制作 プロデューサー 2016年10月公開

### 2017年
- 【ねこあつめの家】蔵方政俊監督 制作 プロデューサー 2017年4月公開
- 【人狼ゲーム ラヴァーズ】綾部真弥監督 制作 プロデューサー 2017年2月公開
- 【乳酸菌飲料販売員の女】熊谷祐紀監督 制作 プロデューサー 2017年6月公開
- 【人狼ゲーム マッドランド】綾部真弥監督 制作 プロデューサー 2017年7月公開
- 【サチのお寺ごはん（公式HP）】古厩智之監督 制作 プロデューサー 2017年1月クール

### 2018年
- 【人狼ゲーム ロストエデン】連続ドラマ 綾部慎弥監督・田口桂監督 制作 プロデューサー 2018年1月クール
- 【人狼ゲーム インフェルノ】映画版 綾部真弥監督 制作 プロデューサー 2018年4月7日公開
- 【ゼニガタ】綾部真弥監督 制作 プロデューサー 2018年5月26日公開

### 2019年
- 【柴公園】連続ドラマ 綾部真弥監督・田口桂監督 制作 プロデューサー 2019年1月クール
- 【柴公園】映画版 綾部真弥監督 制作 プロデューサー 2019年6月公開
- 【プリズン１３】映画 渡辺謙作監督 制作 プロデューサー 2019年8月公開
- 【おいしい給食】連続ドラマ 10月クール 綾部慎弥監督・田口桂監督 制作 プロデューサー 2019年10月クール

### 2020年
- 【おいしい給食 Final battle】映画版 綾部慎弥監督 制作 プロデューサー 2020年3月公開
- 【人狼ゲーム デスゲームの運営人】劇場版 川上亮監督 制作 プロデューサー 2020年11月公開

### 人物
- 綾部慎弥監督
- 田口桂監督
- 小林弘利脚本